# 필라델피아 한인자유대회

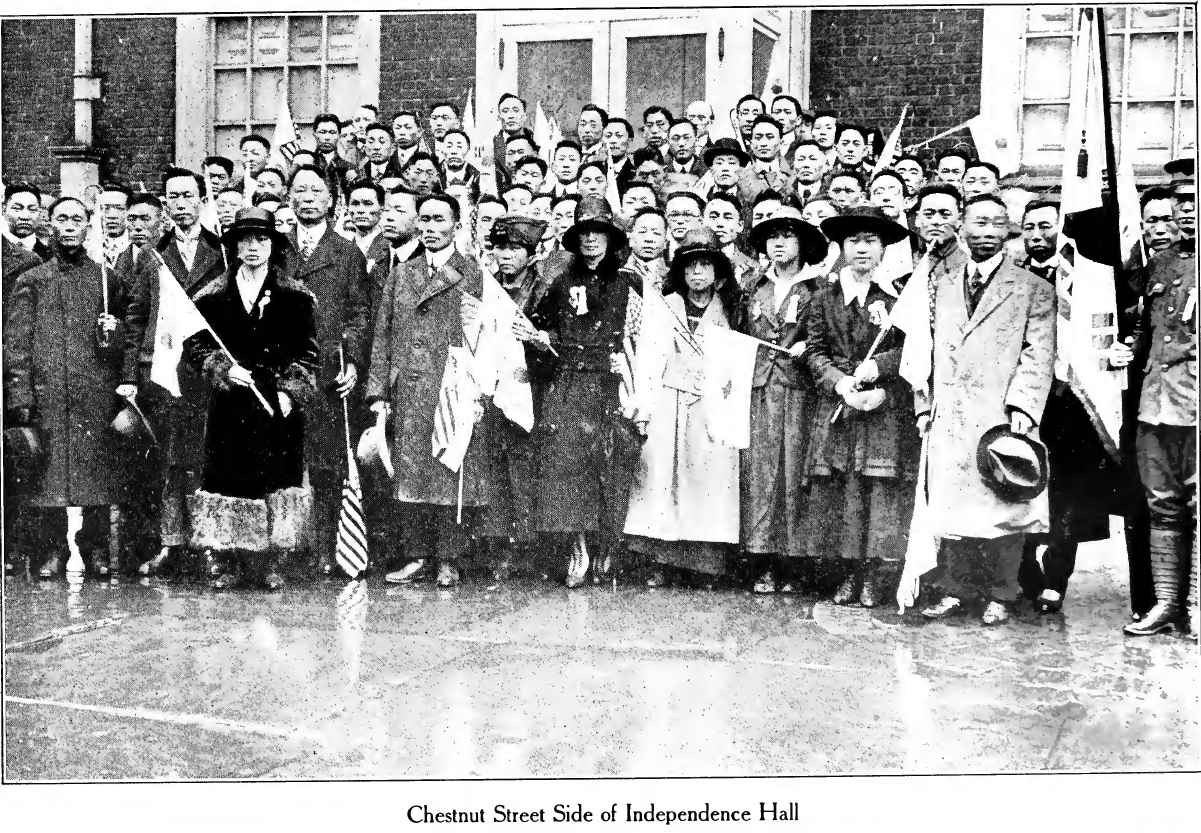
필라델피아에서 열린 제1차 대한인자유대회 단체 사진. 앞줄 맨 오른쪽 끝에서 두번째가 민찬호 목사, 다섯번째부터 정한경, 한인 여자 유학생 호체른(Haw Chern), 서재필, 아홉번째부터 이승만, 윤병구 목사, 열네번째부터 남궁염의 부인 우조안(Wu Joan), 김노디(Nodie Kim).

제1차 한인자유대회(First Korean Congress)는 1919년 4월 12일부터 4월 14일까지 미국 펜실베이니아주 필라델피아 17번가에 위치한 소극장과 델란시 거리(Delancey Streets)에서 이승만에 의해 소집된 한국의 독립을 선포한 최초의 집회다. 시위에는 해외 특히 유럽과 미주 각지에 거주하는 약 200여명의 한국인이 참여했다.
집회의 목적은 1919년 1월, 파리 강화회의에서 우드로 윌슨이 선포한 민족 자결주의 14개 조항에 힘입어 일본 제국으로부터 독립을 청원하고 전세계에 한국의 자유와 독립을 선언하고 공표하는 것이었다.
그러나 윌슨은 자신의 신념을 국제 관계의 힘의 원리에 대항하여 관철시키는데 실패하였고 따라서 승전국인 일제의 식민지인 한국의 독립에 대한 논의는 이루어지지 못했다.

## 컨퍼런스 참석
뉴욕, 오하이오, 일리노이, 미시간, 미주리, 와이오밍, 네브래스카, 아이오와, 콜로라도, 캘리포니아, 펜실베이니아 출신의 한인과 장택상과 같은 런던 출신의 한국인이 있었다.
1919년, 대한인국민회가 파리 강화회의 한국 대표로 선출한 3인은 이승만, 정한경, 민찬호였다. 그러나 일제와의 외교 마찰에 부담을 느낀 미국은 이들의 출국을 허락해주지 않았다.
이 대회에 대해 잘못 알려진 사실 중 하나는 서재필이 이 집회를 소집했다는 것이다. 사실 서재필은 만약 미국 정부가 출국을 계속 허가하지 않는다면 차라리 모인 돈으로 잡지를 만드는 편이 낫다고 하였으나, 이승만은 여기에 강하게 반발하며 한국의 독립 선포를 위해 모인 교민들의 성금은 그 본래 목적을 위해 사용해야 한다고 하며 이 대회를 기획하고 준비하고 추진하였다.
회의는 리튼하우스 광장에 있는 필라델피아 성삼위교회 목사이자 미주 전체에 약 25,000여명의 회원을 가지고 있었던 한국우호연맹 필라델피아 지부 회장인 플로이드 톰킨스(Floyd W. Tomkins)의 기도와 연설로 시작됐다.

## 대회 일정

### 첫째날

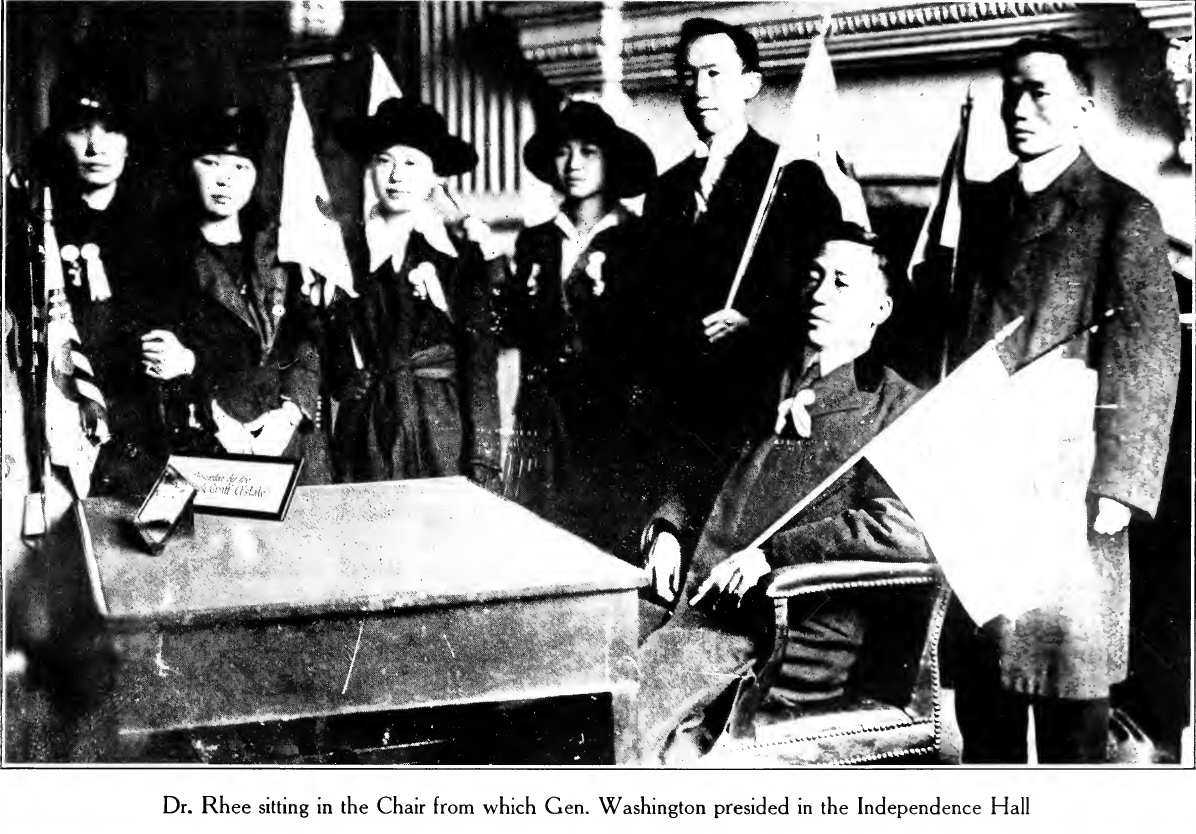
미국 독립기념관에서 조지 워싱턴이 좌정했던 의자에 앉아있는 이승만. 왼쪽 세번째가 노디김, 다섯번째가 정한경, 일곱번째가 윤병구 목사.

총 3일간 이루어진 이 대회 첫째날 오전에는 여러 참가자들의 연설이 있었다.
- 대회 의장 서재필
- 오하이오 주 오벌린 칼리지 학생 김노디(Miss Nodie Dora Kim)
- 오하이오 주 오벌린 대학 사회학 교수 허버트 A. 밀러(Herbert A. Miller)
- Alfred J. G. Schadt 교수

첫째날 오후에는 대한민국 임시정부를 위한 '조국의 자유를 위해 도덕적, 물질적 지원을 약속한다'는 메시지가 승인되었다. 또한 미국 정부에 '한국에 있는 자유를 사랑하는 형제들의 생명을 구하고 목숨을 잃을 위험에 처한 미국 선교사들과 그 가족들을 보호하기 위해, 한국인에 대한 사랑과 그리스도에 대한 믿음으로 뿌린 그들의 재산을 지키기 위해 좋은 역할을 다해 달라'고 요청하는 결의문이 채택되었다. '나아가 미국의 위대한 국민 여러분께도 한국에 있는 우리 형제들이 여러분의 동정심과 여러분이 진정으로 자유와 국제 정의의 옹호자임을 알 수 있도록 도덕적, 물질적 도움을 베풀어 주시기를 요청한다.'라는 미국에 대한 호소의 메세지도 가결되었다.
우리 한인대회는 1919년 4월 14일부터 16일까지 필라델피아에 모여 일본의 야만적인 통치에 고통 받고 있는 한국인을 대표해서 위대한 미국 국민에게 호소합니다.
우리나라는 4천년 동안 자주권을 누리며 고유한 역사, 언어와 문화를 가지고 있습니다. 우리는 세계를 이끌어가는 나라들과 조약을 맺었습니다. 일본을 포함해서 그들은 모두 우리의 주권을 인정했습니다.
1904년 러일전쟁 발발 당시 일본은 한국과 조약을 맺고 한국의 정치적 독립을 보장하면서 러시아를 상대하는 일에 협력하기로 했습니다. 한국은 일본에게 영토를 개방해서 도왔습니다. 그러나 전쟁이 끝나자 일본은 우호조약을 종이조각처럼 버리고 한반도를 점령하고 합병했습니다.
지난 10년간 한국인들은 일본의 쇠발굽 밑에서 견뎌왔지만 더 이상 참을 수 없는 지경에 이르러 지난 3월 1일 기독교, 천도교, 불교, 유교 지도자들과 학생들 3백여만 명이 독립을 선포하고 만주 국경지대에 임시정부를 수립했습니다. 서울에서 온 소식에 의하면 지금까지 3천 2백여 명이 감옥에 갇히고 10만 명의 어른과 아이들이 죽임을 당하거나 부상을 입었다고 합니다. 이런 상황에서 시위는 전국으로 확산되어서 일본은 계엄을 선포하고 애국지사들을 학살하고 있습니다.
미국과 하와이에 있는 우리 교민들은 미국 자유의 요람인 필라델피아에 대표자들을 파견해서 조국의 동포들이 아시아의 독재자에게 당하는 만행을 멈출 방안을 세우며 자유와 정의를 위한 투쟁 수단을 강구하고 있습니다.
미국 시민 여러분은 정의를 사랑합니다. 여러분도 자유와 민주주의를 위해 투쟁하면서 기독교 정신과 인류애를 지켜왔습니다.
우리의 목표는 무력 독재로부터의 자유입니다.
우리의 목적은 아시아의 민주주의입니다.
우리의 희망은 보편적 기독교 정신입니다.
그러므로 미국 시민 여러분께 호소합니다. 미국은 지구상의 억압받는 약자들을 도우며 희망을 주는 나라이기 때문에 우리가 이 나라로 왔습니다.
우리는 1882년 조선과 미국이 맺은 조미통상조약의 1조 2항을 근거로 여러분의 도움을 요청합니다.
'어떤 권력이 상대방 정부를 부당하게 억압하면 그 상황을 인지하는 순간 상호 협의에 의해서 우호적인 입장을 제시한다.'
이 조약에 의하면 미국은 지금 한국을 위해 개입해야하는 것 아닙니까?
우리는 미국 정부가 인류애의 이름으로, 자유와 민주주의의 이름으로, 조미통상조약의 이름으로, 세계 평화의 이름으로 자유를 사랑하는 우리 형제들과, 목숨과 재산을 잃을 위기에 처한 선교사들과 그들의 가족들 생명을 구해줄 것을 호소합니다.
우리는 또한 미국 시민들이 도덕적이고 물질적인 지원을 통해 한국인에게 미국이라는 나라가 국제 정의와 자유의 진정한 챔피언인 것을 알려주기를 요청합니다.
대회는 미국 정부를 모델로 한 정부 즉, 종교의 자유, 세계 모든 국가와의 자유 무역, 국민 교육, 현대적인 위생 개선, 언론의 자유 그리고 다른 사람의 권리를 침해하지 않거나 국가의 법과 이익과 충돌하지 않는 한 모든 문제에 대한 행동의 자유가 담긴 '한국인의 목표와 열망'에 관한 결의안을 채택했다.

### 둘째날

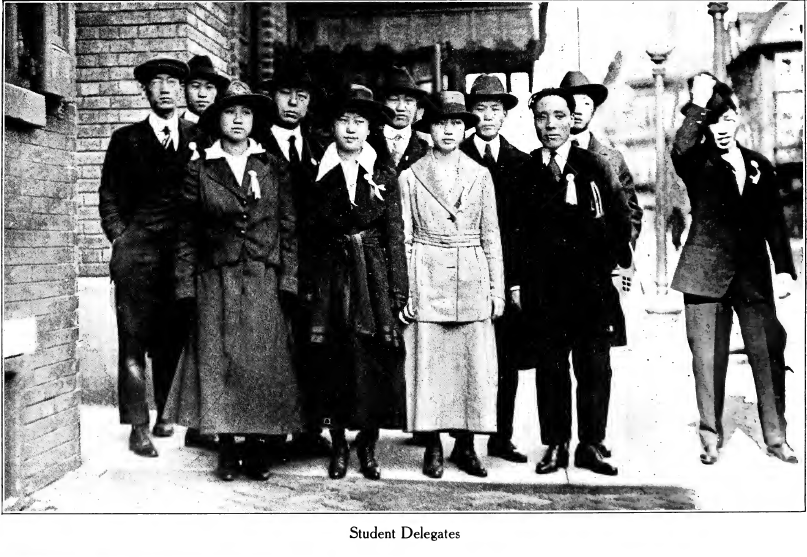
한인 유학생 대표단들. 왼쪽 끝 세번째부터 우조앤, 이승만, 노디김, 일곱번째가 체른호.

둘째 날 오전에는 빌라노바 대학의 총장인 가톨릭 신부 제임스 J. 딘(James J. Dean) 신부가 기도와 연설을 했다. 우리 위원회는 한국의 자유를 지지하는 '사려깊은 일본 국민에게 보내는 메시지'를 준비했다.
| “ | 당신들은 한국이 평화롭고 민주적이며 산업화된 국가로 발전할 것이며 대외 정책에서 절대적으로 중립을 지키고 일본, 중국, 러시아 사이의 완충 장치가 될 것임을 알게 될 것이다. 당신 나라의 이익을 위해서는 우호적인 완충 국가가 필요하다. 일본 제국이 힘과 잔인함, 불의로 그들을 통치하려고 하는 한, 당신들과 일본 정부에 대한 마음속에 증오심을 품고 있는, 음침하고 분노한 사람들이 사는 땅이 되도록 하는 것이 아니라 이 지역을 중립국으로 만드십시오. | ” |

### 셋째날

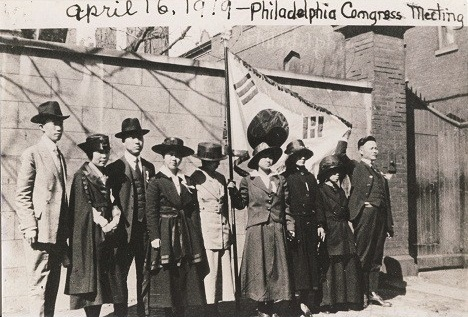
1919년 4월 16일, 행사를 마치고 찍은 사진. 왼쪽부터 첫번째가 정한경, 세번째가 이승만, 네번째가 김노디.

셋째 날 아침, 유대교 랍비 헨리 버코위츠(Rabbi Henry Berkowitz)는 필라델피아 유대인 공동체를 대표하여 기도와 연설을 했다. 그 뒤를 이어 펜실베이니아 주 랜스다운에 있는 세인트 존스 교회의 총장인 크로스웰 맥비(Croswell McBee) 목사가 뒤따랐다. 톰킨스 목사는 맥팔렌드(MacFarland) 박사가 서명한 교회 연맹의 서한을 낭독했다.
| “ | 미국 교회 연맹과 그 단체의 목사들은 모든 나라를 독립시키고 자유롭게 만들 것을 전세계에 호소할 것이라고 선언했다. 그리고 여기에는 한국도 포함된다. | ” |

임명된 위원회는 워싱턴과 파리 평화회의에 보낼 청원서를 준비했다.
"우리 해외 거주 한인 대표들은 1919년 4월 14일부터 4월 16일까지 펜실베이니아 주 필라델피아에서 열린 한인 의회에서 1919년 3월 1일, 조직된 대한민국 임시정부를 인정해 줄 것을 여러분께 요청하는 영광을 누리게 되었다. 이것은 2천만명이 넘는 한민족 전체의 의지를 상징한다. 이 임시정부는 형태적으로 공화주의적이며, 그 지도정신은 진정한 민주주의의 정신이다. 이 정부는 자유 교육을 받은 사람들과 대부분 높은 기독교적 품성을 지닌 사람들로 구성되어 있다.
우리의 유일한 목표는 인류의 양도할 수 없는 자결권을 회복하여 기독교 민주주의의 지도 원칙에 따라 자유로운 국민으로 발전할 수 있도록 하는 것이다. 우리는 한국이 1905년까지 독립 왕국이었고, 1882년, 미국이 한국의 완전성과 독립을 보장하는 조약의 당사국이었다는 점을 정중히 지적해 주시길 바란다. 우리는 귀하의 눈부신 국제 정의의 승리를 높이 평가하며, 항상 민주주의와 작은 나라들의 권리를 옹호해 온 위대한 공화국의 수뇌이신 귀하께 이 요청을 드린다. 우리의 청원에 대한 귀하의 호의적인 고려를 받는 기쁨과 행복을 누릴 수 있겠습니까?"
필라델피아 시 기독교 교회의 주요 목사 중 한 명인 클라렌스 E. 매카트니(Dr. Clarence E. Macartney) 박사가 한국의 대의를 지지하는 연설을 하였고 마지막 순서로 민찬호 목사가 한국어로 기도하고 행사는 끝이 났다.

### 폐회

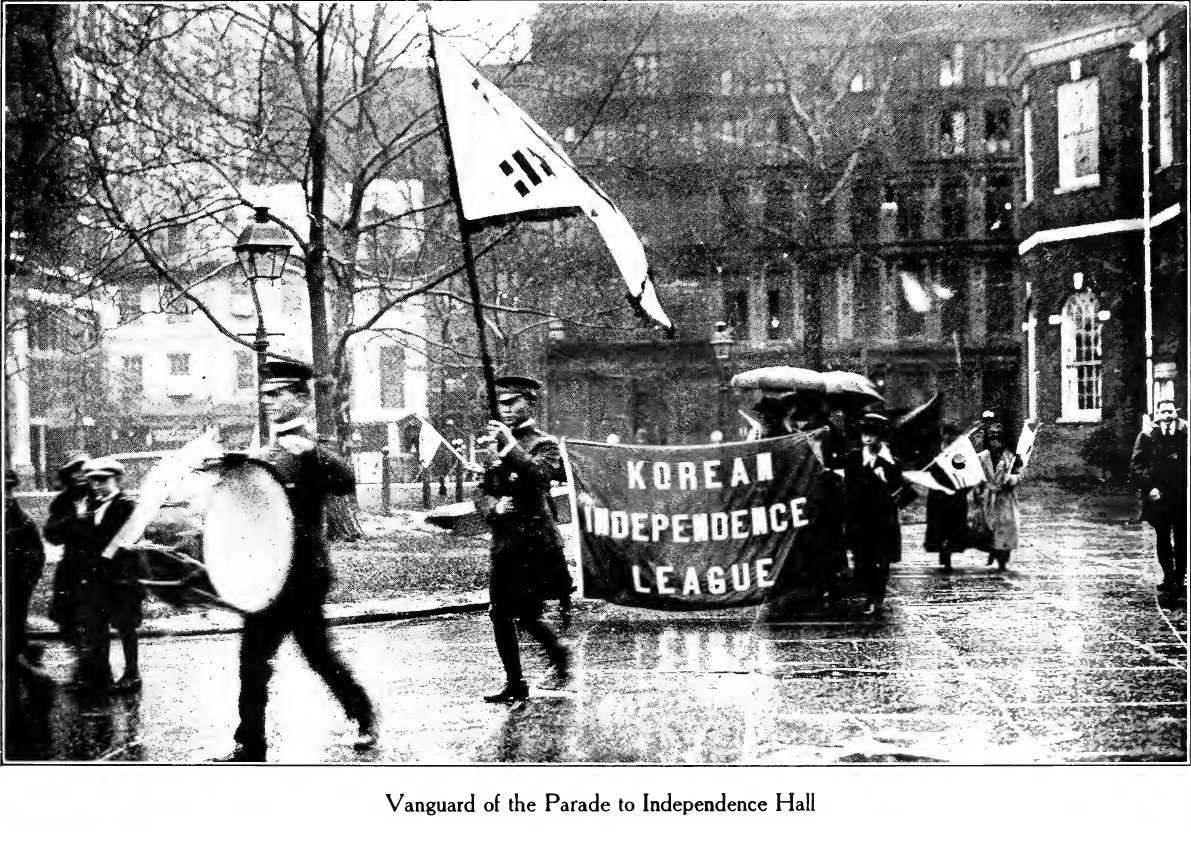
인디펜던스 홀까지 시가행진을 하는 대표단들.

회의가 끝난 뒤 필라델피아 극장에서 미국 독립기념관까지 남녀가 각각 태극기와 성조기를 들고 퍼레이드가 열렸다. 이승만 박사는 1919년 3월 1일, 대한민국 임시정부의 독립선언서를 강당에서 낭독하였다. 독립선언서 낭독 후 대표단은 일렬로 늘어서 자유의 종을 지나갈 때마다 오른손으로 자유의 종을 만졌다.

## 한국우호연맹
한국우호연맹(The League of Friends of Korea)은 제1차 한인대회 때 결성된 단체다. 리그의 첫번째 지부는 필라델피아의 플로이드 W. 톰킨스(Floyd W. Tomkins) 목사와 유대인 기자 조지 베네딕트(George Benedict)에 의해 설립되었다.
연맹은 워싱턴 D. C., 시카고, 뉴욕시를 포함한 많은 미국 도시에서 지점을 확보하면서 빠르게 확산되었다. 연맹의 지부들은 회원들에게 한국의 상황을 교육하는 대규모 회의를 주최했다. 회의에서는 새로운 지부 개발과 함께 회원들의 여러 강의가 진행되었다. 회의에서는 참가자들이 한국 국민에 대한 동정심을 표시하기 위해 미국 정부에 조치를 취하도록 요청하는 결의안을 의회에 보내는 경우가 많았다.
한인우호연맹의 각종 대중집회에 대한 자세한 내용은 서재필이 발행한 잡지인 코리아 리뷰(KOREA REVIEW)에 실렸다. 첫번째 결의안에서 볼 수 있듯이 연맹의 목표는 다음과 같다.
| “ | 자유를 위해 투쟁하는 한국의 억압받는 국민들에게 동정과 격려를 전하고 한국 기독교인들의 종교의 자유 보장과 극동의 실제 상황을 미국 대중에게 알리기 위해 그리고 한인들이 당했던 잔인한 대우가 다시 발생하지 않도록 도덕적 영향력을 행사하는 것이다. | ” |

## 기타
2019년 4월 12일부터 4월 14일까지 필라델피아 소극장에서 총회 100주년 기념식이 열렸다. 둘째날은 필라델피아 리튼하우스 광장에 있는 성 삼위일체 교회 에서 거행되었다. 필라델피아 시의회는 100주년 기념 행사를 인정하고 관련 기록을 의회에 제출하였다.

## 갤러리
- 1919년 4월 16일, 필라델피아서 열린 한인 자유대회 실제 촬영 영상.[9]

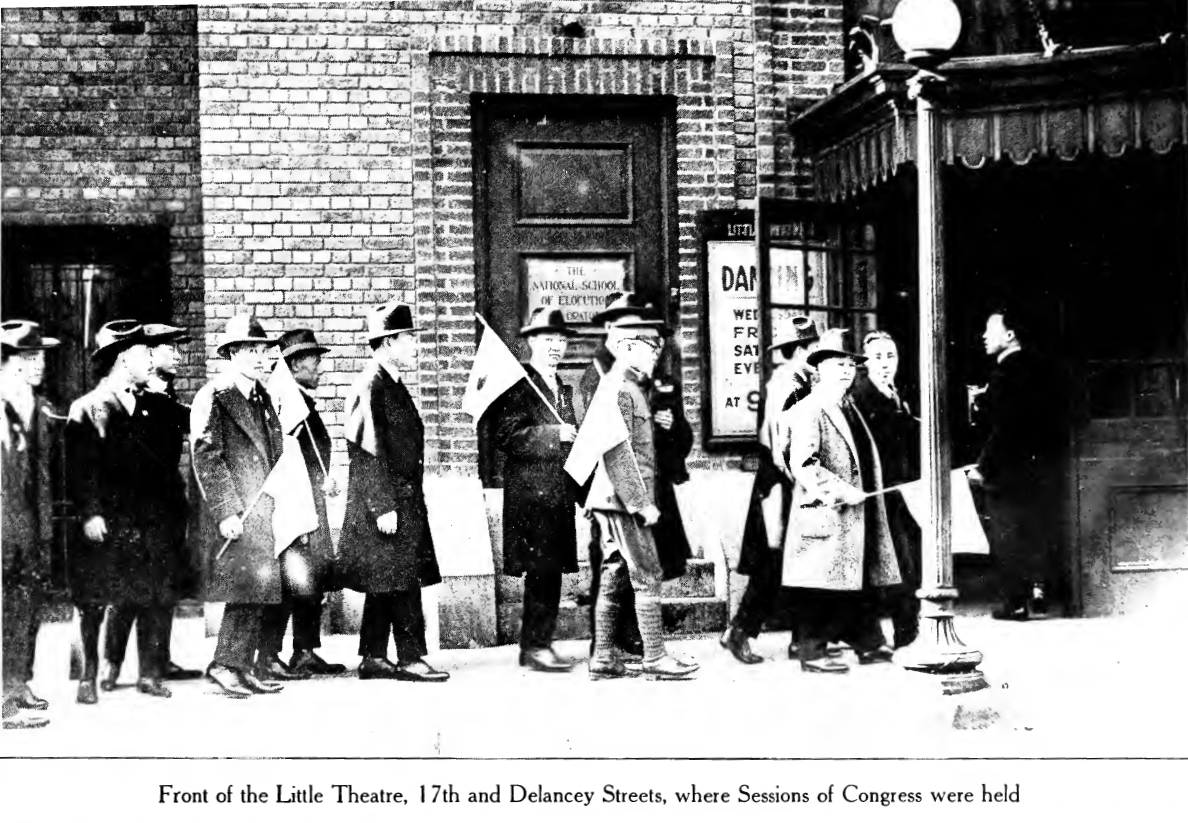
리틀 씨어터(Little Theater) 앞에서 태극기를 들고 행진하고 있는 한인자유대회 대표자들.
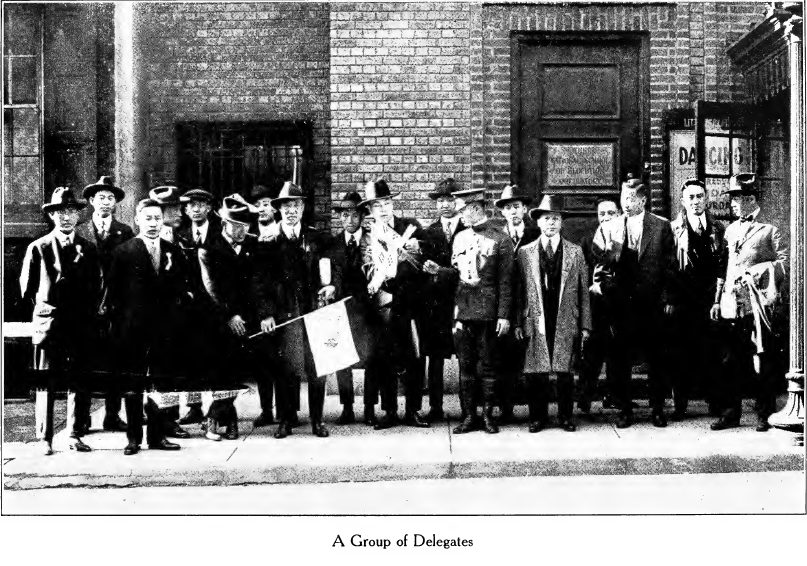
리틀 씨어터(Little Theater) 앞에서 태극기를 들고 서있는 대표자들의 정면 사진.
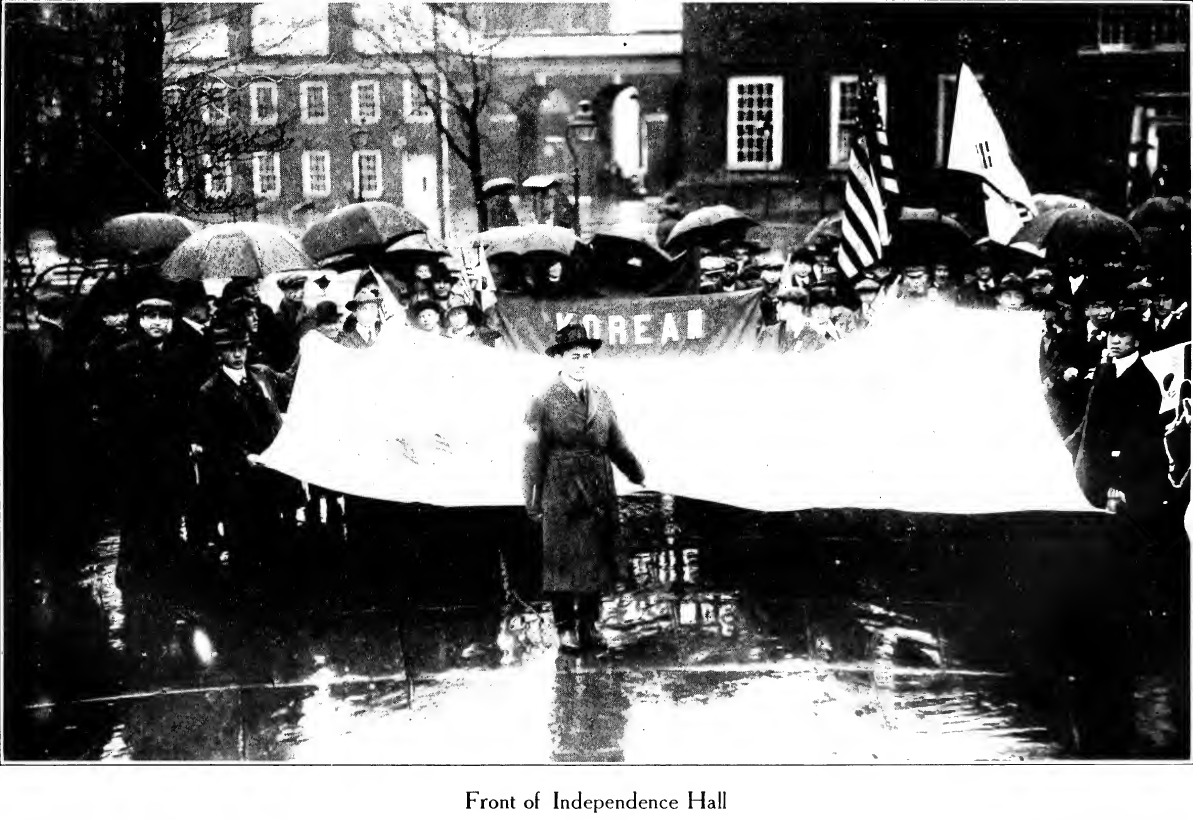
인디펜던스 홀 앞에서 플래그를 펼치고 찍은 단체 사진.
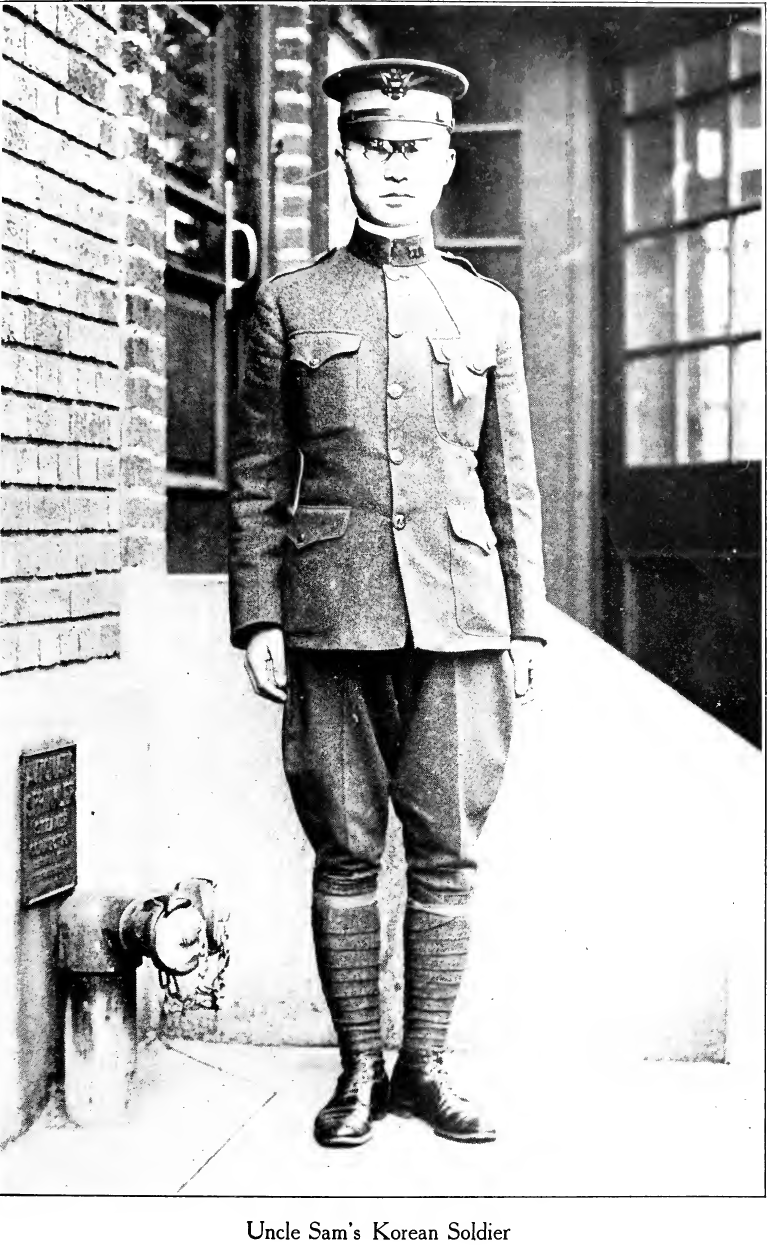
엉클 샘의 군복 입은 한인.